# Zoraida angolensis
Zoraida angolensis är en insektsart som beskrevs av Synave 1973. Zoraida angolensis ingår i släktet Zoraida och familjen Derbidae. Inga underarter finns listade i Catalogue of Life.